# 高橋貞一
高橋 貞一（たかはし さだいち、1912年〈明治45年〉2月20日 - 2003年〈平成15年〉3月14日）は、日本の国文学者。

## 経歴
香川県出身。東京文理科大学卒、1961年論文「軍記物語の研究」で東京教育大学より文学博士の学位を取得。京都府立の高等学校教諭、立命館大学教授を経て、佛教大学文学部教授。1982年定年退任、名誉教授となる。中古・中世文芸、軍記物語が専門。『保元物語』の著者を葉室時長とする説がある。

## 著書
- 『平家物語諸本の研究』冨山房, 1943
- 『続平家物語諸本の研究』思文閣出版, 1978
- 『太平記諸本の研究』思文閣出版, 1980
- 『仏教文学概説』仏教大学通信教育部, 1990
- 『国文学概論 国文学入門 第2版』仏教大学通信教育部, 1991
- 『平家物語長門本延慶本新考』(和泉選書) 和泉書院, 1993
- 『平家物語覚一本新考 八坂流本の成立流伝』思文閣出版, 1993
- 『金刀比羅宮蔵保元平治物語とその流伝』和泉選書 和泉書院, 1995
- 『平家物語八坂流乙類本の研究』和泉選書 和泉書院, 1999

### 共著
- 『日本文学史 第2版』渡辺貞麿共著. 仏教大学通信教育部, 1993

### 校注
- 『平家物語』校註. 大日本雄弁会講談社(新註国文学叢書), 1949-1951
- 『竹取物語』校註. 大日本雄弁会講談社(新註国文学叢書), 1951
- 『平治物語』校訂. 大日本雄弁会講談社(新註国文学叢書), 1952
- 『東関紀行 海道記』(校註) 大日本雄弁会講談社(新註国文学叢書), 1952
- 『保元物語』校註. 大日本雄弁会講談社(新註国文学叢書), 1952
- 『半井本保元物語と研究』山岸徳平共編著. 未刊国文資料刊行会, 1959
- 『平治物語(九条家本)と研究』山岸徳平共編著. 未刊国文資料刊行会, 1960
- 『平家物語(中院本)と研究』第1-4 編著. 未刊国文資料刊行会, 1961-1962
- 『田中本義経記と研究』編著. 未刊国文資料刊行会, 1965
- 『平家物語』(講談社文庫) 校注 1972
- 『平家物語 百二十句本』校訂 思文閣, 1973
- 『新校太平記』校訂. 思文閣, 1976
- 『大和物語抄 賀茂季鷹文庫本』(古典文庫) 編 1979
- 『竹取物語』(文芸文庫) 日本古典文学 編. 勉誠社, 1982
- 『伊勢物語』(文芸文庫) 日本古典文学 編. 勉誠社, 1982
- 鴨長明『方丈記』(文芸文庫) 日本古典文学 編. 勉誠社, 1982
- 兼好法師『徒然草』(文芸文庫) 日本古典文学 編. 勉誠社, 1982
- 『西行物語』(文芸文庫) 日本古典文学 編. 勉誠社, 1983
- 『住吉物語』(文芸文庫) 日本古典文学 編. 勉誠社, 1984
- 九条兼実『訓読玉葉』全8巻 高科書店, 1988-1990

### 記念論文集
- 『高橋貞一国文学論集 古稀記念』高橋貞一博士古稀記念会, 1982